# Линден (Њу Џерзи)
Линден (енгл. Linden) град је у америчкој савезној држави Њу Џерзи. По попису становништва из 2010. у њему је живело 40.499 становника.

## Демографија
Према попису становништва из 2010. у граду је живело 40.499 становника, што је 1.105 (2,8%) становника више него 2000. године.
| Група             | 2000.          | 2010.          |
| Белци             | 22.827 (57,9%) | 18.089 (44,7%) |
| Афроамериканци    | 8.981 (22,8%)  | 10.888 (26,9%) |
| Азијати           | 925 (2,3%)     | 1.099 (2,7%)   |
| Хиспаноамериканци | 5.674 (14,4%)  | 10.095 (24,9%) |
| Укупно            | 39.394         | 40.499         |